# Ataenius imbricatoides
Ataenius imbricatoides är en skalbaggsart som beskrevs av Schmidt 1909. Ataenius imbricatoides ingår i släktet Ataenius och familjen Aphodiidae. Inga underarter finns listade.